# Gueutteville
Gueutteville är en kommun i departementet Seine-Maritime i regionen Normandie i norra Frankrike. Kommunen ligger i kantonen Pavilly som tillhör arrondissementet Rouen. År 2022 hade Gueutteville 80 invånare.

## Befolkningsutveckling
Antalet invånare i kommunen Gueutteville
| Referens: INSEE |